# ハンス＝エミール・シュスター

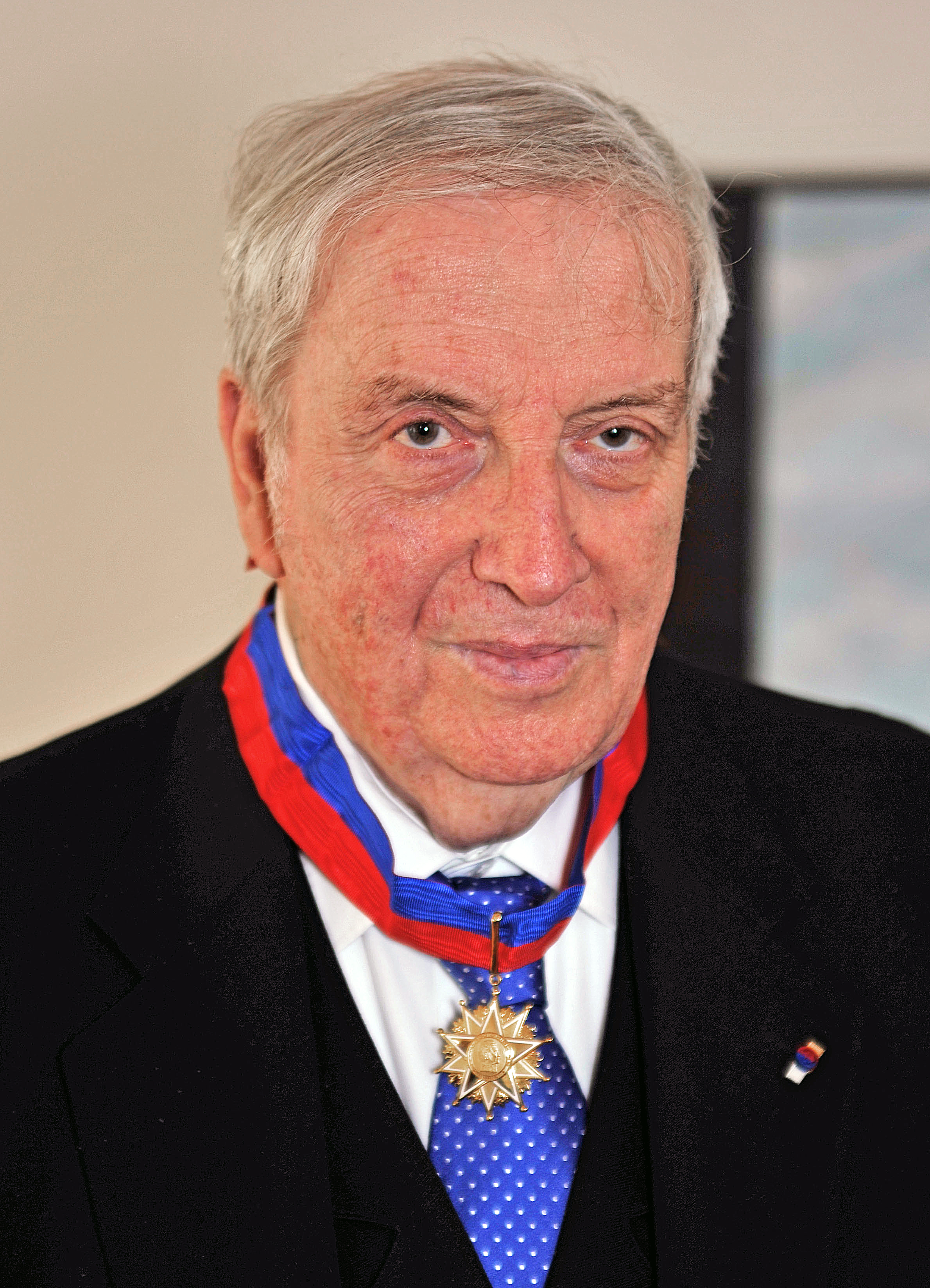
ハンス＝エミール・シュスター（2000年）

ハンス＝エミール・シュスター（Hans-Emil Schuster、1934年9月19日）はドイツの天文学者である。
ハンブルクに生まれた。ベルゲドルフのハンブルク天文台、ヨーロッパ南天天文台で働き、ラ・シヤ天文台の所長を務め、1991年引退した。
周期彗星 106P/シュスター彗星を発見し、これまで発見された彗星のなかで最も遠い6.88 AUの近日点をもつ彗星、C/1976 D2 （発見当時は 1975 II または 1976cと呼ばれた）を発見した。
25個の小惑星を発見し、発見した小惑星にはアポロ群の (2329) Orthos 、アモール群の (2608) Seneca、(3271) Ul、(3288) Seleucus、(3908) Nyxが含まれる。地球近傍小惑星の1978 CAを発見したが、長い間失われ、2003年に再発見されて(161989)Cacusと命名された。
ヨーロッパ南天天文台が運営するラ・シヤ天文台、パラナル天文台の建設地の選定や試験にかかわった。ヨーロッパ南天天文台のおこなった南天の天体探査に参加し、1978年にまとめられた ESO-B survey ("Quick-Blue Survey")は南半球で行われた最初の深宇宙探査であり、 "Red Sky Survey"はラ・シヤ天文台の1mシュミット式望遠鏡を使って行われた。
ほうおう座矮小銀河をリチャード・マーティン・ウェストとともに発見し、1976年に最も遠い球状星団の１つ、 Eridanus Globular Clusterを発見した。1980年にNGC 1255銀河のなかに超新星を発見した。
小惑星 (2018) シュスターに命名された。